# Artem Besedin
Artem Besedin (ukrajinsky Artem Jurijovyč Běsědin / Артем Юрійович Бєсєдін, nar. 31. března 1996) je ukrajinský fotbalový útočník a reprezentant, dlouholetý hráč Dynama Kyjev. Od ledna 2025 hraje za český druholigový klub SK Artis Brno.

## Tituly
- 2021  Premjer-liha a Ukrajinský pohár (s Dynamem Kyjev)
- 2023  Kyperský pohár (s AC Omonia)
- 2024  Premjer Ligasy (s FC Ordabasy)